# ワンハイスクール
ワンハイスクール（ONE HIGH SCHOOL）は、プロダクション人力舎に所属したお笑いコンビ。スクールJCA15期生。2007年結成、2010年8月30日解散。

## メンバー
- 筑肱 賢一（つくひじ けんいち、1987年12月31日 - ）
  - ボケ担当。立ち位置は左側。
  - 埼玉県出身。
  - 身長168cm。血液型はA型。
  - 特技はデュエル（遊戯王）。趣味はサッカー、漫画を読むこと。
  - AKB48の大ファン。推しメンは板野友美。握手会に参加するために地方遠征もする。
  - 弟がいる。

- 榊原 のぶひろ（さかきばら のぶひろ、1987年10月5日 - ）
  - ツッコミ担当。立ち位置は右側。
  - 埼玉県出身。
  - 身長165cm。血液型はO型。
  - 「のぶひろ」は「亘宏」と書く。
  - 特技は水泳、遊戯王、ゴマすり、跳び箱。趣味はサッカー、木更津キャッツアイ、カラオケ。
  - 弟がいる。

## 略歴
- 高校の同級生同士でスクールJCAに入学（2006年入学、15期）し結成。2007年よりJCAプロモーション所属、2009年よりプロダクション人力舎所属となって活動。
- M-1グランプリ2007 1回戦敗退
- M-1グランプリ2008 2回戦進出
- M-1グランプリ2009 2回戦進出
- 2010年8月30日　コンビ解散

## 芸風
- 主に漫才を行う。
- 出身高校が埼玉県立羽生第一高等学校であるため、「第一高校」を直訳した「ワンハイスクール」をコンビ名とした。

## 出演

### ライブ
- バカ爆走!（毎月1日から6日 ミニホール新宿Fu-）
- BOMB!!
他

### ポッドキャスト
- ジンリキポッドキャスト（人力舎の若手芸人によるポッドキャスト）【iTunesで聴く】【ブラウザで聴く】（2009年5月～）